# Interstate (Schriftart)

Interstate

Die Interstate bzw. die FHWA Series fonts ist eine Groteskschrift. Die FHWA Series fonts wurde für das Verkehrsministerium der Vereinigten Staaten entwickelt. Die Schriftart wird insbesondere für Orts-, Autobahn-, Eisenbahn- und andere offizielle Hinweisschilder verwendet. Da die Schriftart insbesondere für Schilder auf den sogenannten Interstate Highways benutzt wurde, wurde die Schriftart unter dem Namen Interstate geläufig. Der Typograf Tobias Frere-Jones hat eine Version der Schriftart unter dem Namen Interstate für den Gebrauch von Werbung, Verlagen und Druckerzeugnissen gestaltet.

## Geschichte und Verwendung
Die Federal Highway Administration, eine Unterabteilung des Verkehrsministerium der Vereinigten Staaten, hatte von der in Deutschland entwickelten Normschrift für Verkehrszeichen der DIN 1451 Kenntnis genommen und ließ nun eine eigene Verkehrsschrift entwickeln. 1949 wurde die FHWA Series fonts erstmals verwendet. Seit dieser Zeit wird die Schriftart für Verkehrszeichen in den USA übergreifend verwendet. Die Schriftart wird auch von den staatlichen Behörden in Kanada, Peru, Australien, Neuseeland und den Niederlanden verwendet.

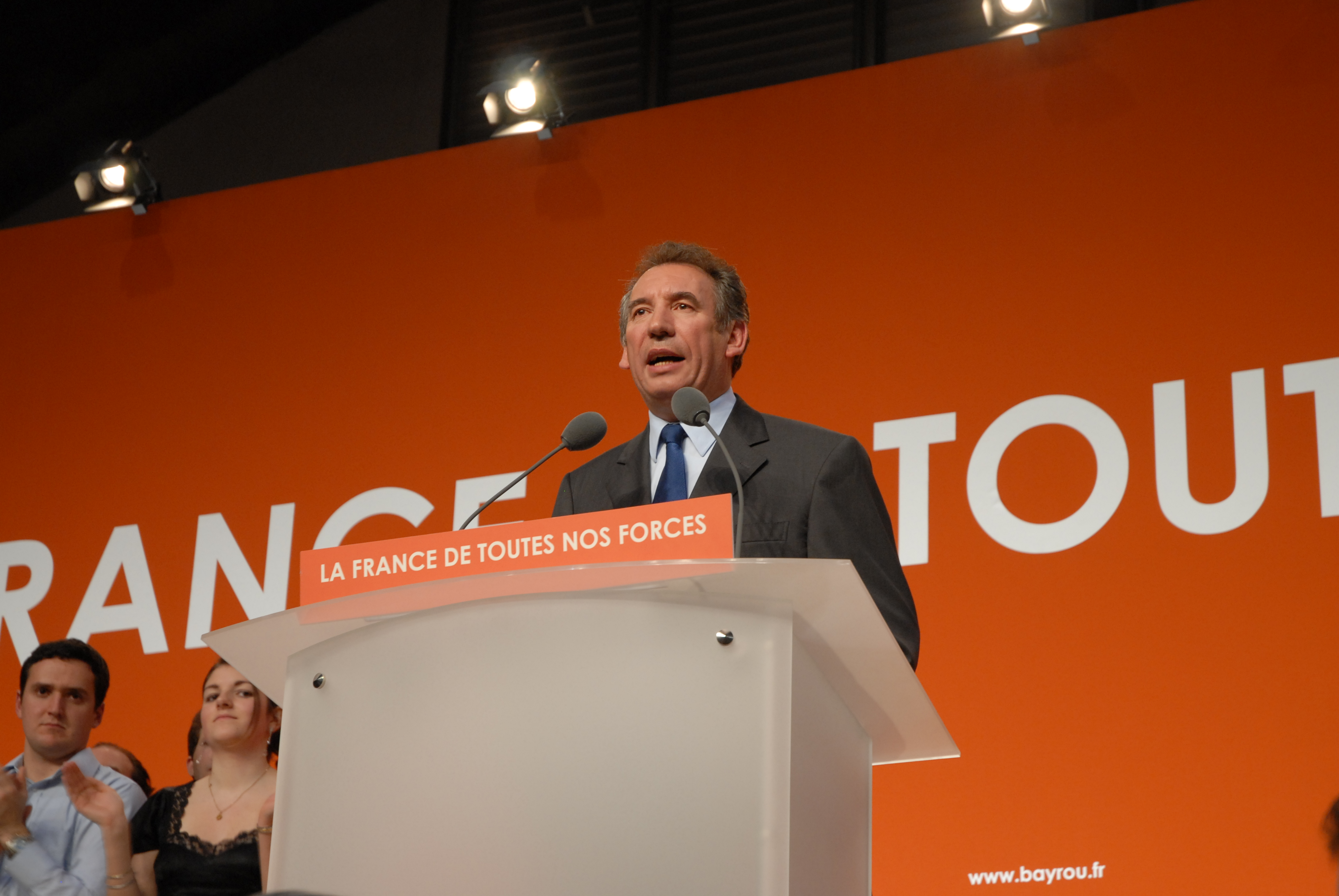
François Bayrou bei einer Rede 2007. Wahlslogan LA FRANCE DE TOUTES NOS FORCES gesetzt in Interstate Bold.

Die von Tobias Frere-Jones digitalisierte Interstate wurde 1993 veröffentlicht. Sie wird weltweit in der Werbung eingesetzt. In Deutschland wird die Schriftart beispielsweise von der Werkstattkette Auto-Teile-Unger, von der Firma Optocon AG und der Telekom-Discounttochter congstar als Hausschrift verwendet. In Frankreich wurde die Schriftart bei der Französischen Präsidentschaftswahl 2007 von der Partei Mouvement démocrate für den Spitzenkandidaten François Bayrou gebraucht. Außerdem wurde die Schriftart von dem schwedisch-deutschen sozialen Musiknetzwerk SoundCloud verwendet.
Interstate ist außerdem Hausschrift des Rundfunks Berlin-Brandenburg und wird on-air in den meisten Sendungen des rbb Fernsehens genutzt.

## Belege
- Die Interstate belegte in der Rangliste des Fontshops der besten Schriften den 14. Platz
- Vorstellung der Interstate auf der Seite des Vertreibers Fontbureau